# Gheorghe Hagi
Gheorghe Hagi, född 5 februari 1965 i Săcele, Socialistiska republiken Rumänien, är en rumänsk fotbollstränare och före detta fotbollsspelare.
Gheorghe Hagi var mittfältare och är Rumäniens mest framgångsrika fotbollsspelare. Hagi gjorde sin landslagsdebut 10 augusti 1983 mot Norge och var i många år lagkapten för Rumänien. Det sista av Hagis framträdanden i ett stort mästerskap var EM 2000, då Rumänien nådde kvartsfinal. I kvartsfinalen blev det förlust med 2-0 mot Italien. Hagi gjorde i VM 1994 ett uppmärksammat lobbmål från 35 meter mot Colombia. 
Gheorghe Hagi hade en framgångsrik karriär som spelare i bland annat Real Madrid, Barcelona och Galatasaray.
Hagi deltog för första gången i EM 1984, men det slutade med en besvikelse då Rumänien slogs ut ur gruppen. 1990 gick Hagis Rumänien till åttondelsfinal i VM men föll mot Irland på straffar. Hagi var en nyckelspelare då Rumänien nådde kvartsfinal i VM 1994. 1996 åkte Rumänien ut i gruppspelet i EM. 1998 gick Rumänien vidare i VM men föll mot Kroatien efter att Davor Šuker avgjort på en straff. EM 2000 blev Hagis sista framträdande i landslaget. Rumänien gick vidare via 3-2 mot England men föll mot Italien i kvartsfinal. Detta blev Hagis sista landslagsmatch.
Efter den aktiva karriären följde en tränarkarriär. Först blev han tränare för Bursaspor i Turkiet och sen tränare för Galatasaray SK.

## Meriter
- 125 A-landskamper/35 mål
- Fotbolls-VM: 1990, 1994, 1998.
- Fotbolls-EM: 1984, 1996, 2000.
- Rumänsk mästare: 1987, 1988, 1990
- Rumänsk cupmästare: 1987, 1989
- Turkisk mästare: 1997, 1998, 1999, 2000
- Turkisk cupmästare: 1999, 2000
- Turkisk supercupmästare: 1997
- UEFA-cupmästare: 2000
- UEFA supercupmästare: 1987, 2000
- 550 elitmatcher